# Osteoglossum
Genre
Le genre Osteoglossum regroupe deux espèces de poissons appartenant à la famille des Osteoglossidae.

## Liste des espèces
- Osteoglossum bicirrhosum (Cuvier, 1829)
- Osteoglossum ferreirai Kanazawa, 1966